# Ivar Magnusson
Torsten Ivar Magnusson, född 16 mars 1878 i Tengene, Västergötland, död 14 januari 1927 i Göteborg, var en svensk snickare och målare. 
Han var son till snickaren Anders Johan Magnusson och Sofia Svensdotter och från 1904 gift med Sally Josefina Andersson. Magnusson var som konstnär autodidakt. Han målade tavlor på lediga stunder vid sidan av sitt arbete som snickare och var helt okänd för de flesta fram till 1935. När hans tavlor uppdagades anordnades det en minnesutställning i Göteborg 1935 och följande år visades en mindre kollektion i samband med Bror Hjorth, Sven Erixson och Ragnar Sandbergs utställning på konstgalleriet i Göteborg. Hans tavlor var mestadels målade i dova, mörka färger och återger i regel interiörer eller landskap. Hans främsta förebild torde ha varit Ivar Arosenius men man finner även drag från Emil Nolde och Tyko Sallinen i hans konst. Magnusson var representerad i Conrad Pineus och Hjalmar Gabrielsons konstsamlingar och han är representerad vid bland annat Göteborgs konstmuseum.